# Zig Ziglar
Hilary Hinton Ziglar più conosciuto come Zig Ziglar (Contea di Coffee, 6 novembre 1926 – Plano, 28 novembre 2012) è stato uno scrittore e speaker motivazionale statunitense.

## Biografia
Zig Ziglar è nato nella contea di Coffee nel sud-est dell'Alabama dai genitori John Silas Ziglar e Lila Wescott Ziglar. Era il decimo di dodici figli.
Nel 1931, quando Ziglar aveva cinque anni, suo padre ha preso una posizione di gestione in una fattoria del Mississippi, e la sua famiglia si trasferì a Yazoo City, Mississippi, dove ha trascorso gran parte della sua infanzia. L'anno successivo, il padre morì di colpo, e sua sorella minore morì due giorni dopo.
Ziglar ha servito nella Marina degli Stati Uniti durante la Seconda Guerra Mondiale, 1943-1945. Era nel programma Navy V-12 Navy College di formazione e ha frequentato la University of South Carolina a Columbia, South Carolina.
Nel 1944, ha incontrato sua moglie, Jean, nella capitale del Mississippi, Jackson; aveva diciassette anni e lei aveva sedici anni. Si sono sposati a fine 1946.
Ziglar in seguito ha lavorato come commesso in una successione di imprese. Nel 1968 divenne vice presidente e responsabile della formazione per la società di Performance Automotive, trasferendosi a Dallas, in Texas.
A partire dal 2010, Ziglar ha viaggiato prendendo parte a seminari motivazionali, nonostante una caduta da una rampa di scale nel 2007, che lo ha lasciato con problemi di memoria a breve termine. Rappresentante dello Stato del Maine, Chris Greeley cita Ziglar nei titoli di coda del suo CD di public speaking.
Ziglar ha tessuto il suo cristianesimo nel suo lavoro motivazionale. Era anche un repubblicano aperto che ha approvato l'ex governatore Mike Huckabee per la nomination presidenziale del suo partito nel 2008.

## Morte
Ziglar, colpito da una polmonite, è morto all'età di ottantasei anni in un ospedale di Plano, in Texas, il 28 novembre 2012.

## Libri
- Ziglar, Zig (1975). See You at the Top. Gretna: Pelican Pub. Co. ISBN 0-88289-126-X. Pelican publisher Milburn E. Calhoun reported his greatest success with See You at the Top, which had been rejected by some thirty publishers previously.[6]
- Ziglar, Zig (1978). Confessions Of A Happy Christian. Gretna: Pelican Pub. Co. ISBN 0-88289-196-0.
- Ziglar, Zig (1982). Zig Ziglar's Secrets of Closing the Sale. New York: Berkley Books. ISBN 0-425-08102-8.
- Ziglar, Zig (1985). Raising Positive Kids in a Negative World. Nashville: Oliver Nelson. ISBN 0-8407-9039-2.
- Ziglar, Zig (1986). Top Performance: How to Develop Excellence in Yourself and Others. New York: Berkley Books. ISBN 0-425-09973-3.
- Ziglar, Zig (1994). Over the Top. Nashville: Thomas Nelson Publishers. ISBN 0-8407-9112-7.
- Ziglar, Zig (1998). Success for Dummies. Foster City, Calif: IDG Books. ISBN 0-7645-5061-6.
- Ziglar, Zig; Hayes, John P. (2001). Network Marketing For Dummies. Foster City, Calif: IDG Books. ISBN 0-7645-5292-9.
- Ziglar, Zig (2003). Selling 101: What Every Successful Sales Professional Needs to Know. Nashville: Thomas Nelson Publishers. ISBN 0-7852-6481-7.
- Ziglar, Zig (2004). Confessions of a Grieving Christian. Nashville: B&H Publishing Group. ISBN 0-8054-2745-7.
- Ziglar, Zig (2004). The Autobiography of Zig Ziglar. New York: Random House. ISBN 0-385-50297-4.
- Ziglar, Zig (2006). Better Than Good: Creating a Life You Can't Wait to Live. Nashville: Thomas Nelson Publishers. ISBN 978-0-7852-8919-7.
- Ziglar, Zig; Norman, Julie Ziglar (2009). Embrace the Struggle: Living Life on Life's Terms. New York: Howard Books. ISBN 978-1-4391-4219-6.
- Ziglar, Zig; Ziglar, Tom (2012). Born to Win: Find Your Success Code. Dallas: SUCCESS Media. ISBN 9780983156512.